# Salvatore Esposito
Salvatore Esposito (Torre Annunziata, Nàpols, Itàlia, 3 de gener de 1948), és un exfutbolista i entrenador italià, que jugava en la posició de migcampista.

## Trajectòria
Es va formar a les categories inferiors del Libertas Vomero (un club de Nàpols), Rovigliano i ACF Fiorentina. El 1966 va debutar en el primer equip viola, on va guanyar l'scudetto 1968/69. El 1972 va tornar a la seva terra nadiua per jugar al Napoli. Aviat es va convertir en titular del mig del camp partenopeu al costat d'Andrea Orlandini, qui ja havia estat company seu a Florència. Amb els napolitans es va consagrar campió de la Copa Itàlia 1975-76 i de la Copa de la Lliga anglo-italiana de 1976.
El 1977 va passar a l'Hellas Verona, on va jugar dues temporades, per després fitxar pel Fano i l'AS Siena. Va concloure la seva carrera a l'Empoli de la Serie B, el 1984, totalitzat 271 partits i 8 gols en la Sèrie A, i 29 presències i 2 gols en la Serie B.

## Internacional
Va ser internacional amb la selecció de futbol d'Itàlia, en un partit davant l'URSS, disputat el 8 de juny de 1975, quan militava al Napoli.

## Palmarès

### Campionats nacionals
| Títol       | Club          | Any         |
| ----------- | ------------- | ----------- |
| Sèrie A     | AC Fiorentina | 1968 - 1969 |
| Copa Itàlia | SSC Napoli    | 1975 - 1976 |

### Campionats internacionals
| Títol                           | Club       | Any  |
| ------------------------------- | ---------- | ---- |
| Copa de la Lliga anglo-italiana | SSC Napoli | 1976 |